# Joypurhat Sadar
Joypurhat Sadar, en bengali : জয়পুরহাট সদর, est une upazila du Bangladesh dans le district de Jaipurhat ayant en 2011 une population de 289 058 habitants.